# Igreja do Senhor Jesus da Pobreza (Évora)
A Igreja do Senhor Jesus da Pobreza é uma igreja situada no Largo do Senhor da Pobreza na freguesia da Sé e São Pedro em Évora, Portugal.
Esta Igreja foi construida no século XVIII com base na arquitectura tardo-barroca. A construção da igreja deveu-se ao cónego António Rosado Bravo. O arquitecto foi provavelmente Manuel da Cruz Matoso ou Manuel Gomes Negrão, mestres que trabalhavam com o arquiteto João Frederico Ludovice, que na altura dirigia a obra da capela-mor barroca da Sé.